# Mercedes-Benz Auto 2000
Mercedes-Benz Auto 2000 — концепт-кар компании «Мерседес-Бенц», представленный в 1981 году. Было подготовлено три автомобиля с различными вариантами двигателей.

## История
В конце 1970-х годов Федеральное министерство образования и научных исследований Германии запустило проект «Авто 2000» для автопроизводителей, в котором в том числе приняла участие компания «Мерседес-Бенц». В рамках данного проекта на Франкфуртском автосалоне в 1981 году был представлен автомобиль Mercedes-Benz Auto 2000. Основной задачей проекта являлось значительное сокращение расхода топлива легковых автомобилей.
В рамках проекта впервые были разработаны три концепции различных двигателей для научно-исследовательского автомобиля: бензиновый двигатель V8 (потребление топлива — 9,3 л на 100 км), турбодизель V6 (расход — 7,5 л на 100 км) и газотурбинный мотор. Коэффициент аэродинамического сопротивления Cd составил 0,28. Газотурбинный двигатель стал наиболее амбициозным проектом инженеров компании. Он обладал рядом достоинств, в числе которых малый выброс загрязняющих веществ, небольшой вес, компактные размеры, высокое значение крутящего момента и отсутствие необходимости в водяном охлаждении. Все три версии Mercedes-Benz Auto 2000 оснащались 4-ступенчатой автоматической коробкой переключения передач.
Идеи и решения, реализованные в Mercedes-Benz Auto 2000, впоследствии были применены в моделях W124, W126/C126, R129, W140, W201 и W202.
Один из экземпляров концепт-кара экспозируется в Музее «Мерседеса» в Штутгарте, Германия.

## Галерея

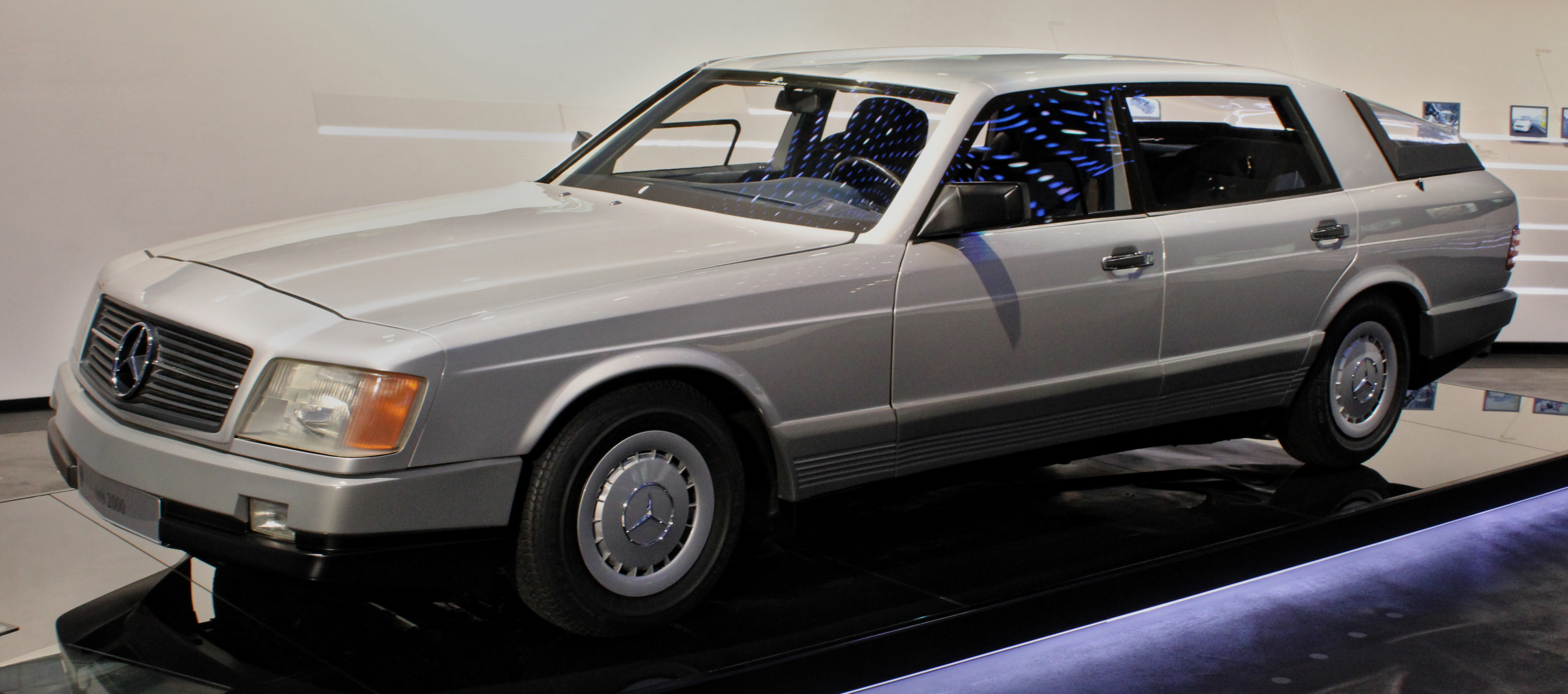
Mercedes-Benz Auto 2000 (1981)
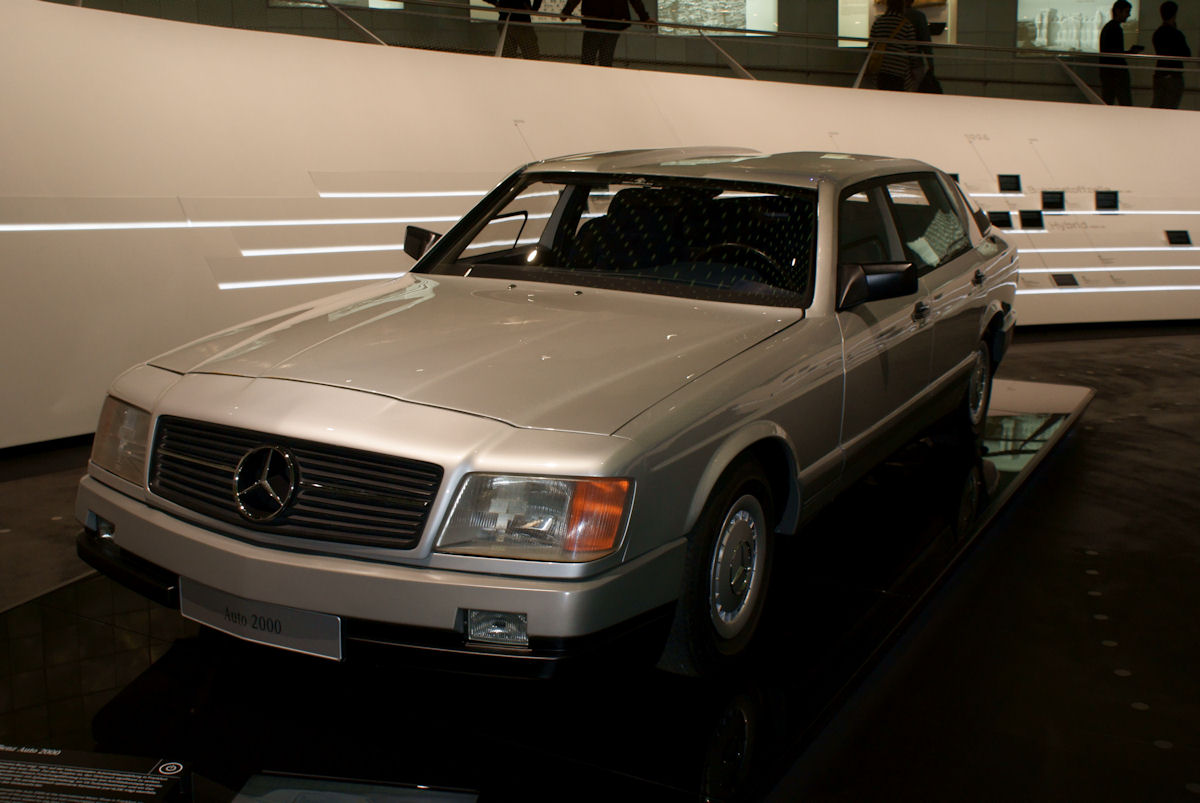
Mercedes-Benz Auto 2000 (1981)
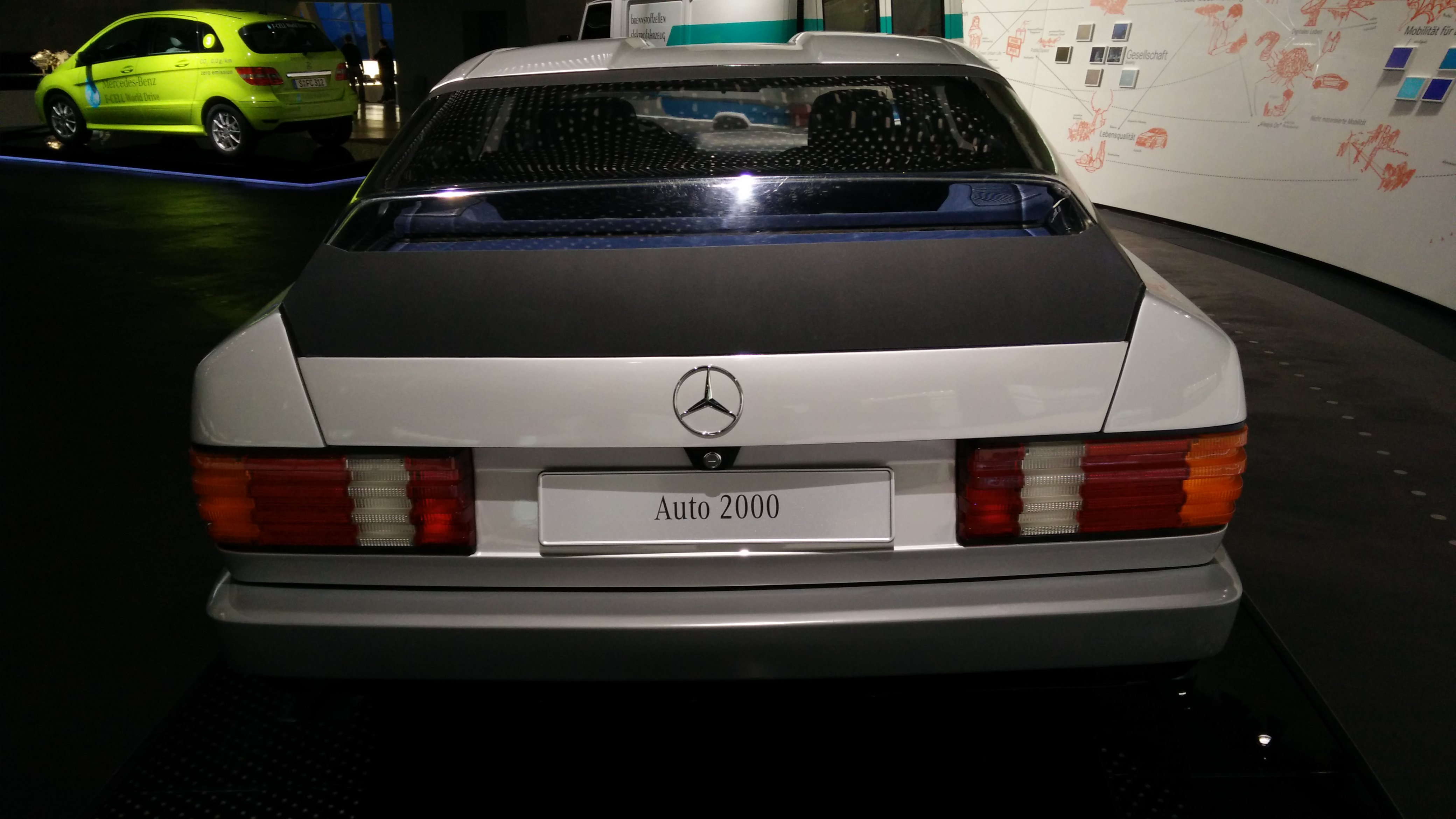
Mercedes-Benz Auto 2000, Музей Mercedes-Benz
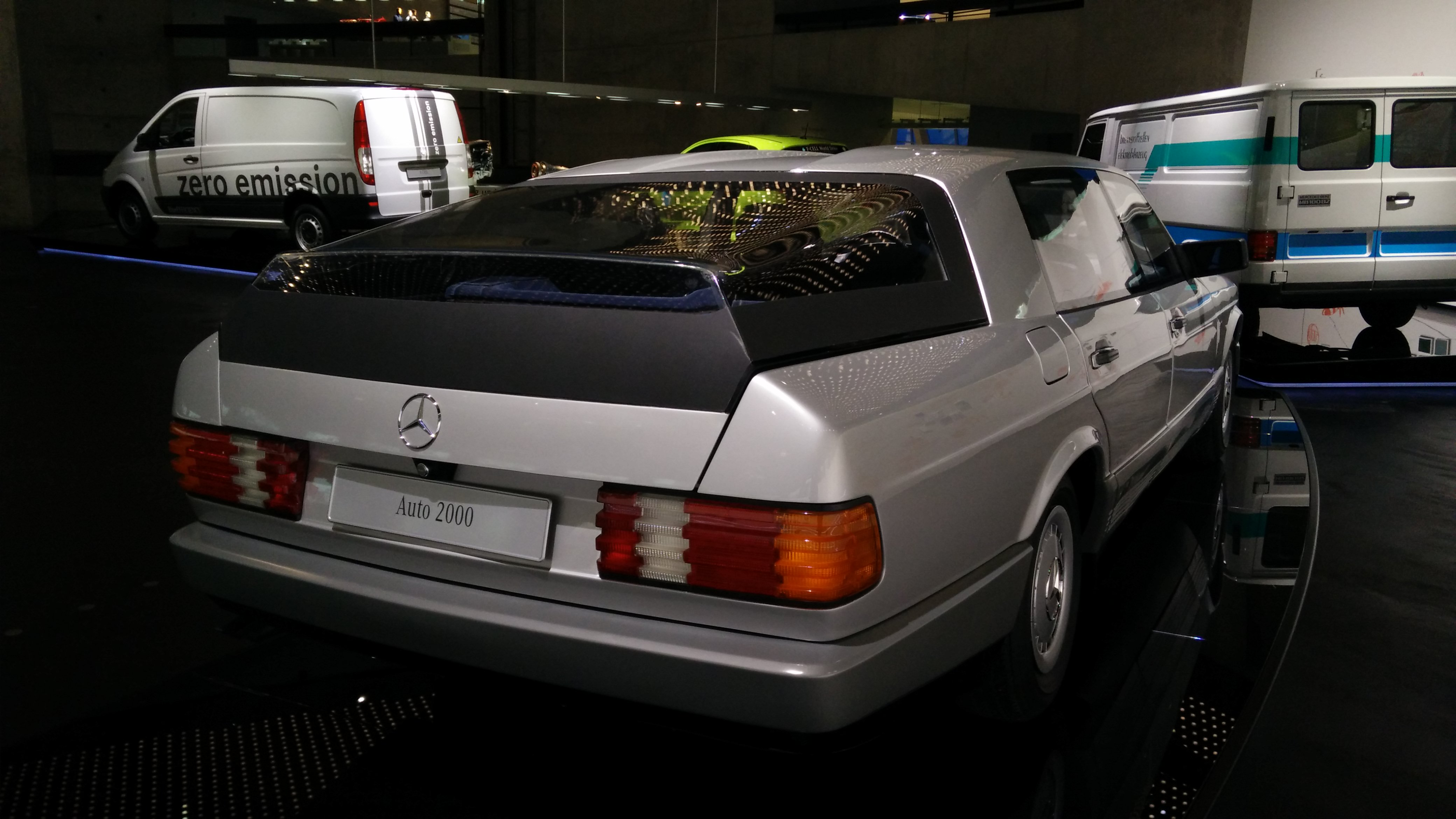
Mercedes-Benz Auto 2000, Музей Mercedes-Benz
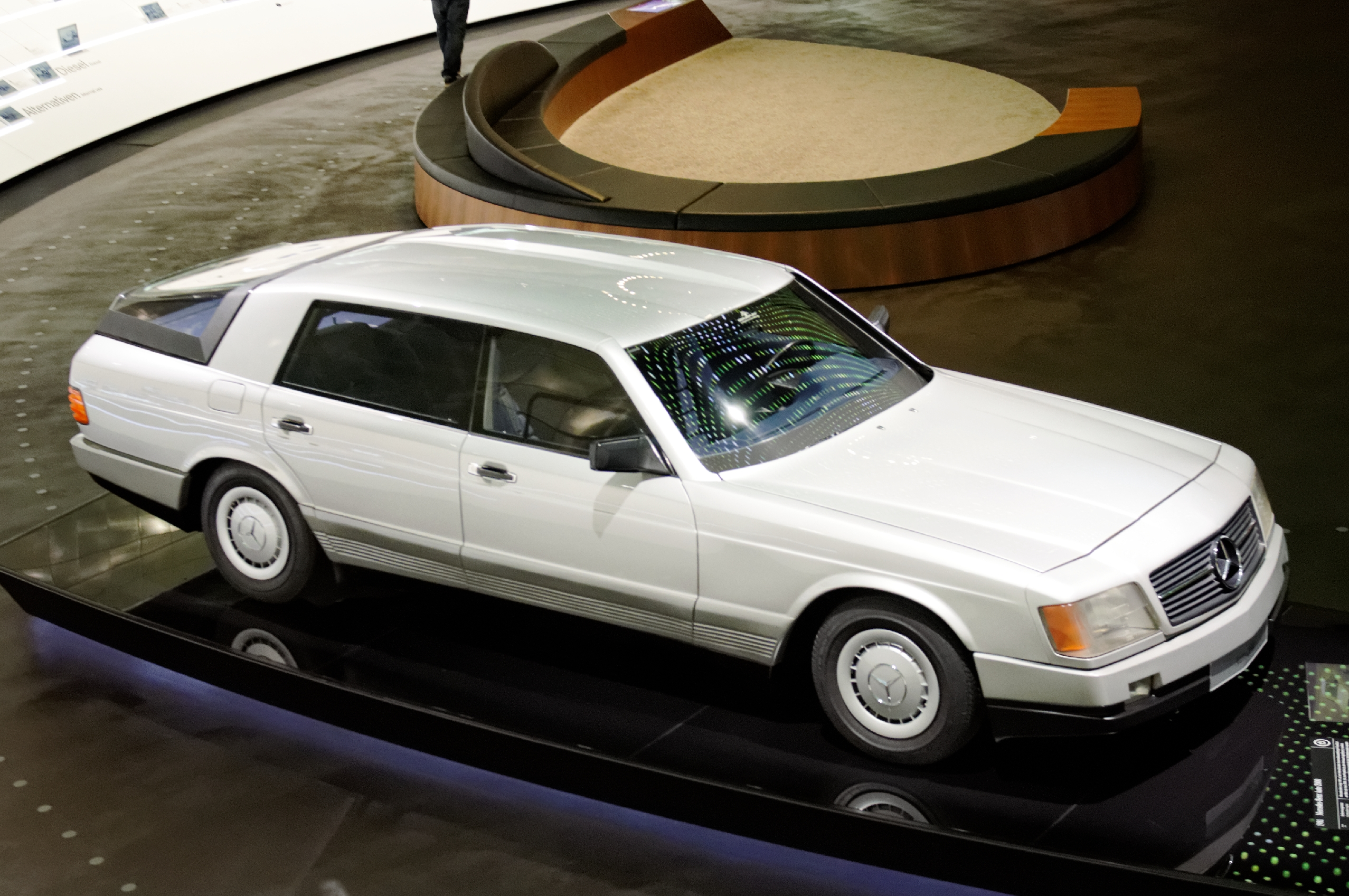
Mercedes-Benz Auto 2000, Музей Mercedes-Benz